# Cadete Agustín Melgar Unidad Habitacional
Cadete Agustín Melgar Unidad Habitacional är en ort i Mexiko.   Den ligger i kommunen Delicias och delstaten Chihuahua, i den nordvästra delen av landet, 1 200 km nordväst om huvudstaden Mexico City. Cadete Agustín Melgar Unidad Habitacional ligger 1 208 meter över havet och antalet invånare är 287.
Terrängen runt Cadete Agustín Melgar Unidad Habitacional är platt, och sluttar norrut. Runt Cadete Agustín Melgar Unidad Habitacional är det glesbefolkat, med 9 invånare per kvadratkilometer. Närmaste större samhälle är Ciudad Delicias, 5,9 km nordost om Cadete Agustín Melgar Unidad Habitacional. Trakten runt Cadete Agustín Melgar Unidad Habitacional består till största delen av jordbruksmark.